# 小安德尔芬根
小安德尔芬根（德語：Kleinandelfingen）是瑞士联邦苏黎世州安德尔芬根区的市镇。该市镇面积为10.36平方千米，海拔高度370米，2018年12月31日人口数为2,109。

## 外部連結
- 小安德尔芬根官方网站 （页面存档备份，存于） （德文）